# سية (ذمار)
سيه هي إحدى قرى الجمهورية اليمنية. تتبع جغرافيا لمحافظة ذمار وإداريًا لمديرية عنس. يبلغ تعداد سكانها 1995 نسمة حسب الإحصاء الذي أجري عام 2004.